# 圖拉爾褶腹喉盤魚
圖拉爾褶腹喉盤魚（學名：Diplecogaster umutturali）為輻鰭魚綱喉盤魚目喉盤魚科的其中一種，分布於地中海伊斯肯德倫灣、卡什和費特希耶灣海域，深度0至20公尺，本魚體延長，前部平扁，後部側扁，體不被鱗，覆有粘液層，腹鰭喉位，與周圍的皮褶特化成一吸盤，吸盤分前後兩部分，後部有一游離的前緣與前部吸盤隔間，背鰭軟條5-6枚、臀鰭軟條4枚，體長可達2.7公分，屬底棲性魚類，生活習性不明。